# Décès en octobre 1974
Décès
- 1970
- 1971
- 1972
- 1973
- 1974
- 1975
- 1976
- 1977
- 1978

Pour une information complémentaire, voir la page d'aide.

| Date      | Nom         | Pays                 | Activités         | Âge | Source |
| --------- | ----------- | -------------------- | ----------------- | --- | ------ |
| 1 octobre | Jean Collet | Drapeau de la France | Peintre français. | 88  |        |